# Kosmas Tsilianidīs
Kosmas Tsilianidīs (in greco Κοσμάς Τσιλιανίδης?; Salonicco, 9 maggio 1994) è un ex calciatore greco, di ruolo attaccante.

## Carriera

### Club
Ha giocato nella prima divisione greca.

### Nazionale
Ha giocato nelle nazionali giovanili greche Under-17 ed Under-21.